# Cartoon Network (Turchia)
Cartoon Network, filiale di Turner Entertainment,  è un canale internazionale che trasmette cartoni animati. È stato lanciato da Turner Broadcasting System tramite Turner Entertainment nel 1992 e trasmette in Turchia, Cipro del Nord e Azerbaigian. Esisteva anche un omonimo spazio mattutino sul canale TNT, aperto nel 2008 e chiuso nel 2012.
Il doppiatore ufficiale del canale è Rıza Karaağaçlı.

## Storia
Il canale ha iniziato le sue trasmissioni il 7 settembre 2007. Nel dicembre 2007 la Doğan Holding Media Corporation ha doppiato vari cartoni animati in turco. Il 28 gennaio 2008 il canale ha iniziato a trasmettere la sua programmazione con lo slogan "Il mio canale è turco, Cartoon Network Türkiye". Il 14 aprile 2011 il canale ha uniformato la propria veste grafica alle versioni internazionali del canale, adottando il logo che è in vigore ancora oggi. Secondo una ricerca condotta dal Consiglio supremo della radio e della televisione il 15 novembre 2013, il 28,5% degli studenti in Turchia guardava Cartoon Network al periodo.
Il canale ha iniziato a trasmettere i suoi programmi nel formato widescreen 16:9 il 6 ottobre 2016. Il 1º gennaio 2017 il canale ha iniziato a utilizzare la grafica del pacchetto di rebranding Dimensional 2016 di Cartoon Network.
Il canale ha ricevuto il Premio Felis 2016, uno dei premi più prestigiosi nel mondo delle PR, con il progetto "Don't Be a Bully, Be a Buddy".
Il sito web ufficiale di Cartoon Network è stato chiuso in Turchia a partire dal 21 novembre 2024, così come era stato chiuso in alcuni paesi americani ed europei. I contenuti di Cartoon Network possono ora essere guardati sulla piattaforma Max.

## Blocchi

### Boomerang

Logo del blocco.

Boomerang è stato un blocco di programmazione dedicato ai nuovi cartoni del catalogo del canale. Il blocco è esistito dal 23 aprile al 3 dicembre 2018, quando è stato sostituito da Cartoonito.

### Cartoonito

Logo del blocco dal 2018 al 2022.

Logo del blocco dal 2022.

Cartoonito è un blocco di programmazione dedicato ai bambini prescolari. Il blocco è andato in onda per la prima volta il 3 dicembre 2018, sostituendo quello di Boomerang.

## Loghi

Logo usato dal 7 settembre 2007 al 4 aprile 2011.
Logo in uso dal 4 aprile 2011.